# Municipio de Knox (condado de Holmes)
El municipio de Knox (en inglés: Knox Township) es un municipio ubicado en el condado de Holmes en el estado estadounidense de Ohio. En el año 2010 tenía una población de 1117 habitantes y una densidad poblacional de 15,45 personas por km².

## Geografía
El municipio de Knox se encuentra ubicado en las coordenadas 40°33′23″N 82°8′22″O / 40.55639, -82.13944. Según la Oficina del Censo de los Estados Unidos, el municipio tiene una superficie total de 72.29 km², de la cual 72,05 km² corresponden a tierra firme y (0,33 %) 0,24 km² es agua.

## Demografía
Según el censo de 2010, había 1117 personas residiendo en el municipio de Knox. La densidad de población era de 15,45 hab./km². De los 1117 habitantes, el municipio de Knox estaba compuesto por el 97,67 % blancos, el 0,09 % eran afroamericanos, el 0,54 % eran asiáticos, el 0,45 % eran de otras razas y el 1,25 % eran de una mezcla de razas. Del total de la población el 1,16 % eran hispanos o latinos de cualquier raza.